# Индийско-тунисские отношения
Индийско-тунисские отношения — двусторонние дипломатические отношения между Индией и Тунисом. Страны являются членами Организации Объединённых Наций (ООН) и Движения неприсоединения.

## История
Дипломатические отношения между государствами были установлены в 1958 году. Исторически тунисские лидеры восхищались демократией Индии и открыто признавали поддержку этой страной независимости Туниса. В 1963 году на уровне временного поверенного в делах была открыта первая постоянная дипломатическая миссия Индии в Тунисе. В 1976 году Индия открыла посольство в Тунисе, а Тунис основал посольство в Нью-Дели в 1981 году.
Премьер-министр Индии Индира Ганди посетила Тунис в апреле 1984 года, а премьер-министр Нарасимха Рао — в 1992 году. Бывший премьер-министр Гуджрал Индер Кумар посетил страну в 1999 году. Первая леди Туниса Вассила Бургиба посетила Индию в ноябре 1982 года, а затем туда прибыл премьер-министр Мохаммед Мзали в 1983 году.
Главнокомандующий ВМС Туниса принял участие в Международном обзоре флота, проведенном в Висакхапатнаме в феврале 2016 года. Во время государственного визита вице-президента Хамида Ансари в Тунис в августе 2016 года страны подписали два меморандума о взаимопонимании по продвижению ремесел, информационных технологий и цифровой экономики. Хамид Ансари также встретился с премьер-министром Хабибом Эссидом и стороны решили расширить сотрудничество в борьбе с терроризмом. Хабиб Эссид заявил: «Наши отношения очень крепкие, наши взгляды схожи». Он также подтвердил, что Тунис поддерживает кандидатуру Индии на постоянное место в реформированном Совете Безопасности Организации Объединённых Наций.
Статуя Махатмы Ганди была открыта в кампусе Университета Мануба губернатором провинции 4 октября 2016 года, которая стала первой статуей в честь индийца в Тунисе.

## Экономические отношения

### Торговля
Объём товарооборота между странами в 2012 году составил сумму 562,65 миллиона долларов США, но снизилась до 398,88 миллиона долларов в 2013 году из-за политических волнений и забастовок шахтёров в Тунисе. Двусторонний товарооборот в 2015 году составил сумму 340,25 миллиона долларов США.
Тунис являлся надежным источником по экспорту фосфатов в Индию с 1950-х годов. Индия покупает более 50 % от всего экспорта фосфорной кислоты Туниса. Диаммонийфосфат — еще один крупный продукт, импортируемый Индией из Туниса. Экспорт Индии в Тунис: автомобили, электрические изделия, хлопок, механические двигатели, органические химические продукты, каучук, рис, кофе и специи.

### Инвестиции
Tunisia-India Fertilizer SA (TIFERT) — совместное предприятие индийских и тунисских компаний, которое основано в 2006 году и начало свою деятельность в мае 2013 года. Индийские компании Coromandel Fertilizers Ltd и Gujarat State Fertilizers Ltd владеют 30 % акций компании, в то время как остальные 70 % в равных долях принадлежат двум тунисским государственным компаниям. По состоянию на 2016 год TIFERT стоит 450 миллионов долларов США и производит 360 000 тонн фосфорной кислоты в год. Фирма начала экспорт фосфорной кислоты в Индию в июле 2013 года.
Jyoti Structures и KEC International Ltd. представлены в Тунисе и участвовали в строительстве линий электропередачи. Индийский автопроизводитель Mahindra & Mahindra Limited открыл завод по сборке пикапов в Сусе 30 октября 2013 года. Этот завод стал первым сборочным предприятием Mahindra в Африке. В июне 2015 года TATA Motors начала производство пикапов в стране в сотрудничестве с тунисскими фирмами Le Moteur и Icar. Компания Dabur инвестировала 7 миллионов долларов США в открытие завода по производству зубной пасты в Тунисе.
Между странами подписаны многочисленные двусторонние соглашения, касающиеся торговли, науки и технологий, борьбы с терроризмом, организованной преступности, незаконного оборота наркотиков, ядерной энергии, сельского хозяйства, культурного сотрудничества, связи и информационных технологий.
Граждане Туниса имеют право на получение стипендий в рамках Индийской программы технического и экономического сотрудничества и Индийского совета по культурным связям.
В феврале 2021 года на полях индийско-тунисского бизнес-форума Индийская экономическая торговая организация (IETO) и Тунисский африканский деловой совет (TABC) подписали меморандум о взаимопонимании для создания Индийско-тунисского делового совета (ITBC) в присутствии посла Индии в Тунисе Пунита Кундала, посол Туниса Риада Эссида  и секретаря МИД Индии Срикара Редди.

## Индийцы в Тунисе
По состоянию на декабрь 2016 года в Тунисе проживает около 120 граждан Индии и лиц индийского происхождения, в том числе несколько семей, проживавших в Тунисе несколько десятилетий. Большая часть индийского сообщества работает в индийских и иностранных компаниях в Тунисе, а некоторые работают в Африканском банке развития.
Несколько индийцев бежали в Тунис, спасаясь от гражданской войны в Ливии. Правительство Индии начало операцию «Безопасное возвращение на родину» по эвакуации своих граждан из Ливии. После дальнейших беспорядков в Ливии в 2014 году Индия использовала тунисские порты Джерба и Тунис для эвакуации более 3500 индийских граждан, бежавших из Ливии.